# Antennaria rosea
Antennaria rosea — вид трав'янистих рослин родини айстрові (Asteraceae), поширений у помірних та низько-арктичних землях Північної Америки та Ґренландії.

## Опис
A. rosea — поліплоїдний агамний (безстатевий) комплекс, який є найбільш морфологічно різноманітним комплексом північноамериканських Antennaria. Antennaria rosea — таксономічно заплутаний вид, який включає апогамні мікровиди. Рослини з квітами, які містять тичинки, але не маточки, є рідкісними. 
Рослини 4–30 см. Столони 1–7 см. Базальне листя 1-жильне, 8–40 × 2–10 мм, клиноподібні, ланцетні, з більш точним кінцем на підставі або з широким, закругленим верхом. Зовнішній бік листя, як правило, сіро-запушений, іноді зелено-голий. Листя стеблове лінійне, 6–36 мм. Суцвіття містить кілька квіткових голів у кластері. Приквітки голів можуть бути: дистально коричневі, кремові, сірі, зелені, рожеві, червоні, білі або жовті. Маточкові квітки 2.5–6 мм. Плоди — сім'янки довжиною менше 2 мм, а папус може бути довжиною 6 або 7 мм.
Рослина часто виробляє родюче насіння, але більшість особин у більшості популяцій — це клони. Рослини іноді запліднюються пилком з інших видів Antennaria, які можуть привнести нові гени в популяцію A. rosea, що збільшує генетичну різноманітність серед клонів.

## Поширення
Antennaria rosea — найпоширеніша Antennaria Північної Америки, яка зростає в сухих і вологих місцях від рівня біля моря до альпійської зони. Трапляється від Північноамериканських Кордильєрів (від південної Каліфорнії, Аризони й півночі Нью-Мексико) до субарктичної Аляски, а також на схід до Ґренландії і, відокремлено, в канадських морських провінціях, східній частині Квебеку, і відразу на північ від і до Верхнього озера.

## Галерея

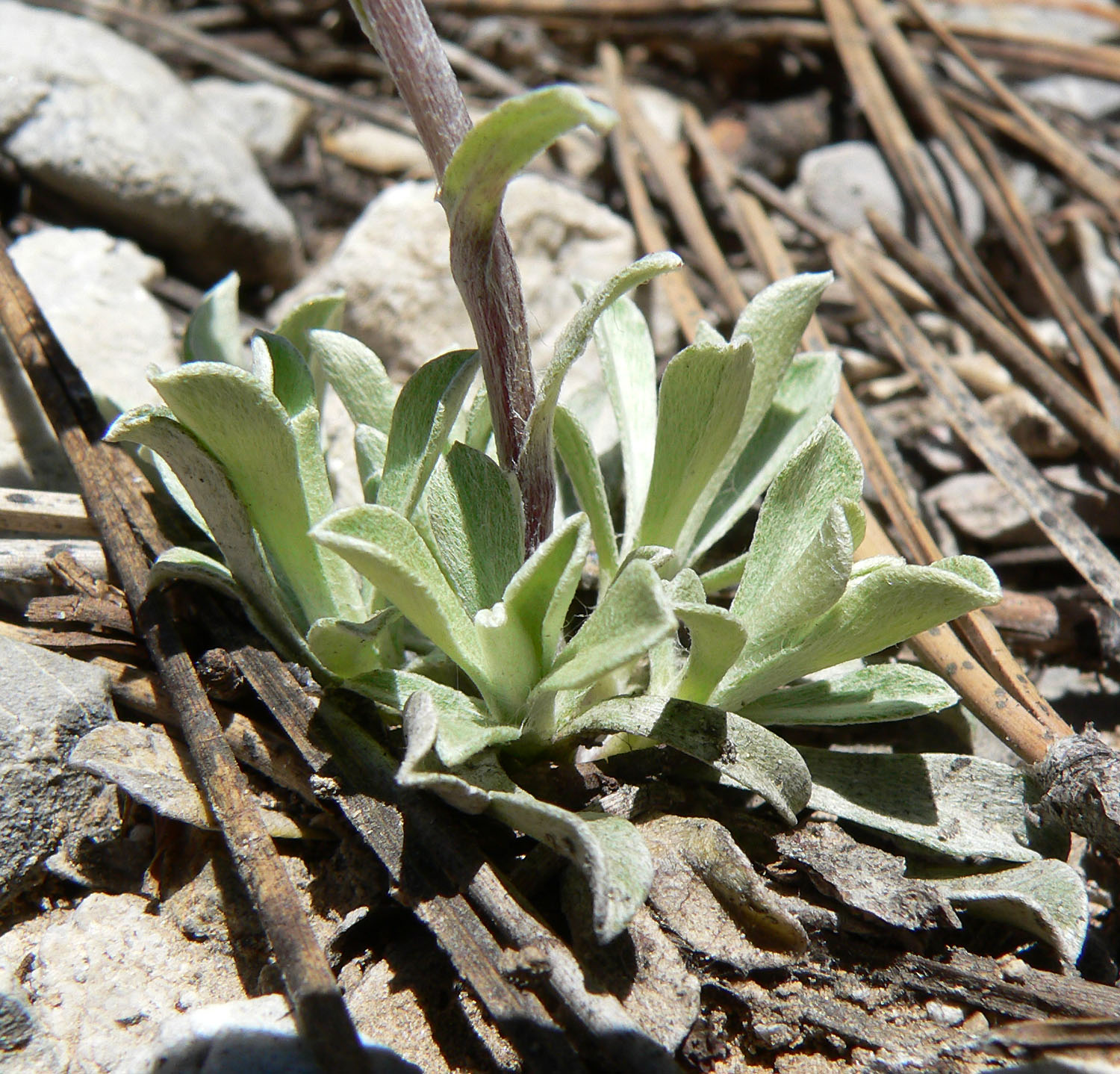
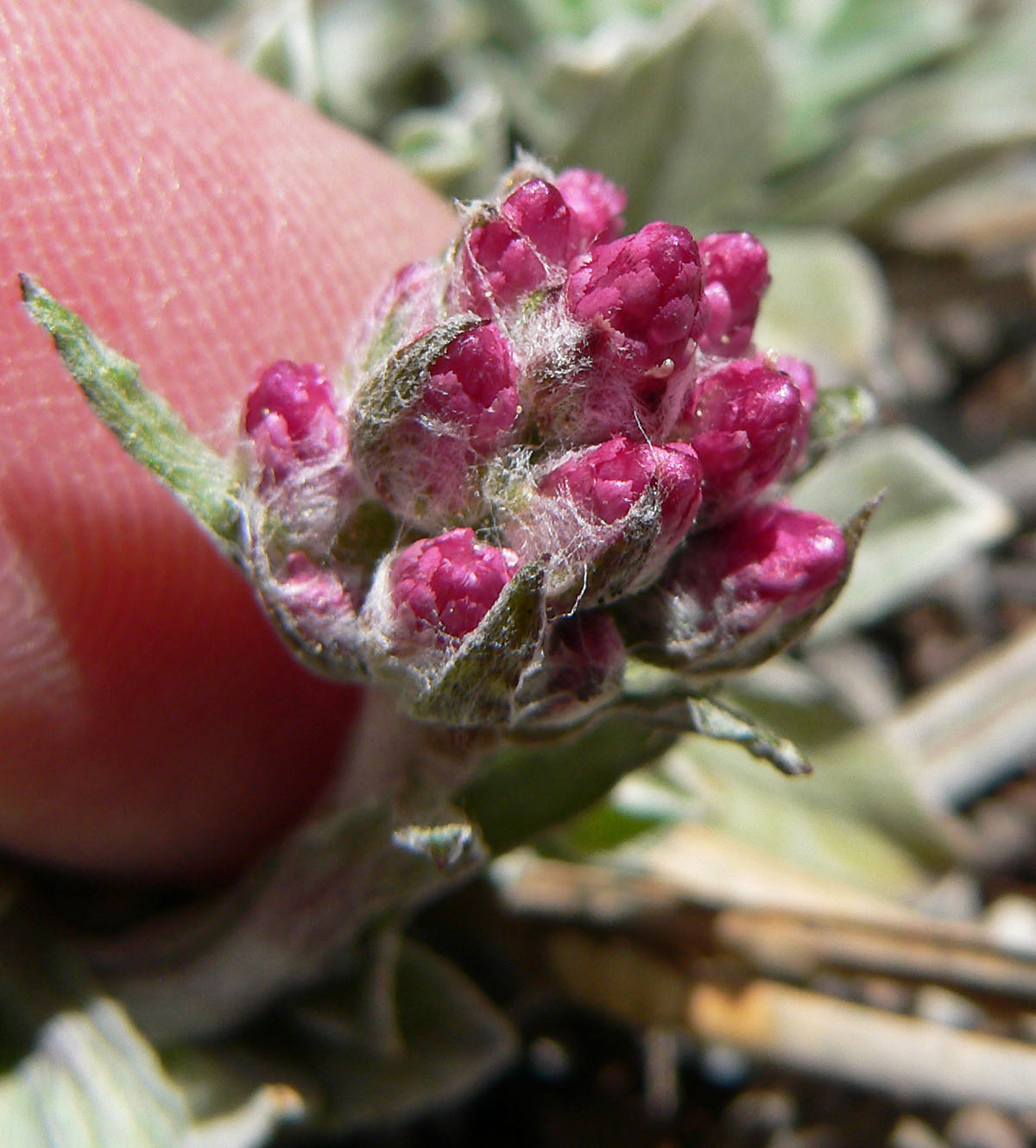
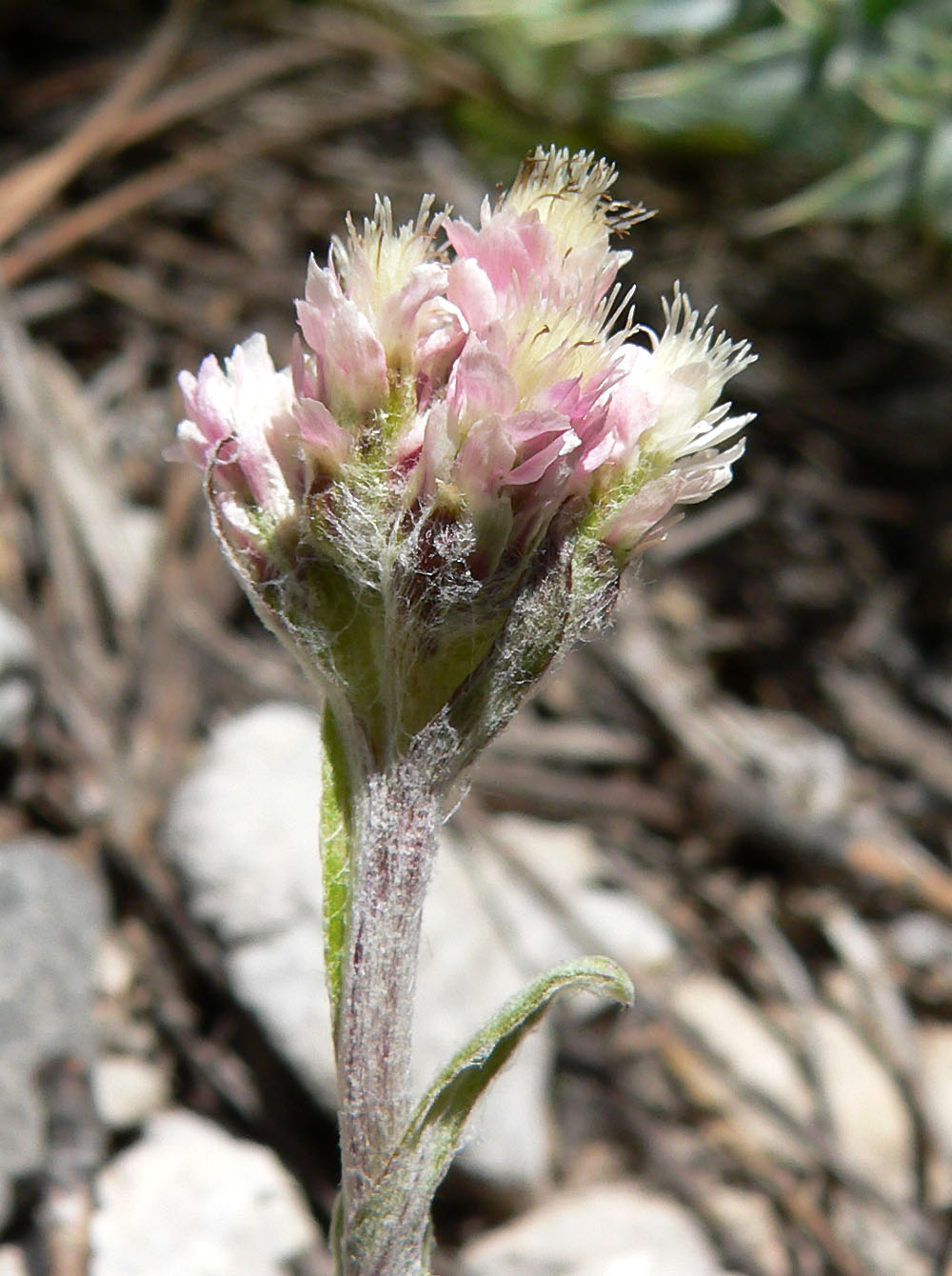
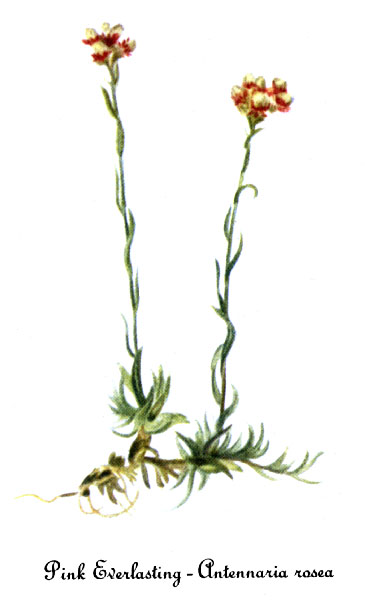